# Joseph Ambros Michael von Albrecht
Joseph Ambros Michael Albrecht, ab 1868  Ritter von Albrecht, (* 26. September 1807 in Ingolstadt; † 17. Mai 1878 in Würzburg) war ein Rechtswissenschaftler und Landtagsabgeordneter im Königreich Bayern.

## Leben
Albrecht war der Sohn eines Wundarztes, studierte Jura an der Universität München und promovierte dort 1831. Nach abgelegtem Staatsexamen arbeitete er bei einem Rechtsanwalt.
Ab 1834 war Albrecht außerordentlicher Professor für Rechtswissenschaft, Kriminalrecht und Kirchenrecht in Marburg, wechselte 1837 als ordentlicher Professor zunächst nach Erlangen und wurde noch im gleichen Jahr an die Universität Würzburg berufen, wo er bis zu seinem Tod tätig blieb und mehrmals das Amt des Rektors innehatte.
Dem Bayerischen Landtag gehörte er in dessen achter und neunter Wahlperiode an und war von 1840 bis 1843 Mitglied der Kammer der Abgeordneten für die Klasse II im Stimmkreis Unterfranken.

## Ehrungen
Am 25. August 1868 erhielt der Professor das Ritterkreuz des Verdienstordens der Bayerischen Krone. Damit verbunden war die Erhebung in den persönlichen Adelsstand.
Darüber hinaus war Albrecht Ritter I. Klasse des Verdienstordens vom Heiligen Michael, Ritter I. Klasse des Militärverdienstordens und trug den Titel eines königlichen Hofrates. Der preußische König verlieh ihm den Roten Adlerordens III. Klasse und aus Schweden erhielt er das Ritterkreuz des Nordstern-Ordens.